# Langues walio
Les langues walio sont une famille de langues papoues parlées en Papouasie-Nouvelle-Guinée, dans les provinces de Sepik oriental et de Sandaun.

## Classification
Laycock et Z'Graggen (1975) incluent le walio dans une famille de langues leonhard schultze, avec le papi. Foley et Ross (2005) proposent une inclusion possible dans la famille sepik. Hammarström estiment que les éléments permettant de lier le walio à d'autres familles de langues papoues sont faibles et classe le walio comme une famille de langues à part entière.

## Liste des langues
Les deux langues walio sont :
- groupe pai-sinen-walio
  - walio
  - pei
- tuwari
- yawiyo

## Sources
- (en) Malcolm Ross, 2005, Pronouns as a preliminary diagnostic for grouping Papuan languages, dans Andrew Pawley, Robert Attenborough, Robin Hide, Jack Golson (éditeurs) Papuan pasts: cultural, linguistic and biological histories of Papuan-speaking peoples, Canberra, Pacific Linguistics. pp. 15–66.
- (en) Harald Hammarström, 2010, The status of the least documented language families in the world, Language Documentation & Conservation 4, pp. 177-212, University of Hawai’i Press.